# Air Florida-vlucht 90
Het Air Florida-vlucht 90-ongeluk was een vlucht uitgevoerd met een Boeing 737-222 van Air Florida, die op 13 januari 1982 tijdens de avondspits neerstortte op de 14th Street Bridge in Washington D.C. en vervolgens in de dichtgevroren Potomac belandde. Vijf van de 79 inzittenden konden worden gered uit het ijskoude water, de overige 74 inzittenden kwamen om. Ook vier automobilisten vonden de dood.
Tijdens de reddingsoperatie was er een passagier die herhaaldelijk de reddingslijn aan anderen gaf, zodat zij uit het water gehaald konden worden. Deze man, Arland D. Williams Jr., is uiteindelijk zelf verdronken. Als eerbetoon heet de 14th Street Bridge tegenwoordig de Arland D. Williams Jr. Memorial Bridge.

## Oorzaken
De belangrijkste technische oorzaak van de ramp was onvoldoende de-icing, oftewel het niet voldoende verwijderen van ijs op de vleugels. In eerste instantie werd ook onervarenheid van de piloot en copiloot met winterse weersomstandigheden als medeoorzaak genoemd.
Later bleek dat miscommunicatie, voortvloeiend uit autoritaire gezagsverhoudingen tussen piloot en copiloot, een aanzienlijke rol gespeeld had, met name het niet onderkennen van de copiloot door de piloot. De copiloot waarschuwde de piloot herhaaldelijk voor ijsvorming. Dit wordt gedocumenteerd door sociolinguïste Deborah Tannen in het zondagse supplement van The New York Times van 28 augustus 1994. Tannen citeert niet alleen de cockpitdialoog maar baseert zich ook op gespreksmomenten die plaatsvinden vóór het taxiën en als het toestel vertrekklaar staat. Tannen memoreert dat copiloot Petitt herhaaldelijk aandacht van de piloot vraagt voor de gevaarlijke ijsafzetting op het vliegtuig. De miscommunicatie bestaat eruit dat piloot Wheaton de waarschuwing niet correct interpreteert of negeert, zijn beslissing zorgt althans voor een fatale start. Tannens verklaring is dat de copiloot zijn bezorgdheid alleen indirect uitte: “Tsjonge, het is onbegonnen werk om te proberen om die dingen ijsvrij te maken. Het geeft je alleen een vals gevoel van veiligheid en niet meer dan dat.” Pettit heeft de suggestie om de start af te breken niet expliciet verwoord. De piloot reageerde alleen door te zeggen dat het volgens de federale regels was.

## Gevolgen
The Washington Post roemde in een artikel in 2007 de grote betekenis van deze ramp voor het ontmantelen van de tot dan toe autoritaire verhoudingen in vliegtuigcockpits. Volgens de krant worden de meeste vliegrampen weldra een voetnoot in de historie maar vlucht 90 van Air Florida heeft een leerzame erfenis achtergelaten voor de veiligheid in de luchtvaart, aldus de krant.
De cockpitconversatie van rampvlucht 90 wordt ook in Nederland en Vlaanderen gebruikt om aan te tonen dat ondergeschikten in autoritaire culturen (waar een relatief grote machtafstand bestaat) hun kritiek op gezagsdragers behoedzamer formuleren dan in egalitaire culturen waar tegenspraak wordt aangemoedigd - met alle mogelijke gevolgen als ze worden genegeerd.